# Lijst van rijksmonumenten in Holtum
De plaats Holtum telt 8 inschrijvingen in het rijksmonumentenregister. Hieronder een overzicht.
| Object | Oorspronkelijke functie?  | Bouwjaar                                                                    | Architect | Locatie           | Coördinaten?                 | Nr.?   | Afbeelding |
| --- | ------------------------- | --------------------------------------------------------------------------- | --------- | ----------------- | ---------------------------- | ------ | --- |
| Poolmolen | Industrie- en poldermolen | 1662 / 1883                                                                 |           | Poolmolen 2       | 51° 2' 58" NB, 5° 50' 0" OL  | 46550  | Meer afbeeldingen |
| Kasteel Wolfrath | Kasteel, buitenplaats     | 12e eeuw (eerste vermelding)                                                |           | Wolfrath 1        | 51° 2' 50" NB, 5° 50' 1" OL  | 509927 | Meer afbeeldingen |
| Wolfrath: parkaanleg | Tuin, park en plantsoen   | vanaf begin 18e eeuw                                                        |           | Wolfrath bij 1    | 51° 2' 36" NB, 5° 50' 20" OL | 509931 | Meer afbeeldingen |
| Wolfrath: poortgebouw, noordwestvleugel | Bijgebouwen kastelen enz. | 1650-1660                                                                   |           | Wolfrath bij 1    | 51° 2' 48" NB, 5° 49' 59" OL | 509932 | Meer afbeeldingen |
| Wolfrath: bruggen | Tuin, park en plantsoen   | 18e eeuw                                                                    |           | Wolfrath bij 1    | 51° 2' 49" NB, 5° 50' 2" OL  | 509933 | Meer afbeeldingen |
| Huis Holtum | Bijgebouwen kastelen enz. | 14e eeuw (muurresten) 16e eeuw (onderbouw) 1633 (jaartalankers achtergevel) |           | Grote Dries 1     | 51° 3' 3" NB, 5° 49' 20" OL  | 9912   | Meer afbeeldingen |
| Boerenhuis van baksteen met aan de straat rechthoekige omramingen van hardsteen en topgevels met vlechtingen. Muur met koetspoort onder een zadeldak | Woonhuis                  | 1791                                                                        |           | Kloosterstraat 25 | 51° 2' 52" NB, 5° 49' 30" OL | 9914   | Boerenhuis van baksteen met aan de straat rechthoekige omramingen van hardsteen en topgevels met vlechtingen. Muur met koetspoort onder een zadeldak |
| St. Martinuskerk | Kerk en kerkonderdeel     | 1887                                                                        |           | Martinusstraat 1  | 51° 2' 55" NB, 5° 49' 24" OL | 9915   | Meer afbeeldingen |